# Бобан Бабунски
Бобан Бабунски (на македонска литературна норма: Бобан Бабунски) е футболист от Северна Македония, защитник.

## Биография
Роден е на 5 май 1968 година в Скопие, СФРЮ. Играл е за отборите на Вардар (Скопие) (1986-1993), ПФК ЦСКА (София) (1993-1994; 40 мача 4 гола) и др. Бивш национал на Югославия и Северна Македония. Носител на Купата на България за 1993 г. Бивш треньор на ФК Работнички.
Бобан Бабунски е внук на сърбоманския войвода Йован Бабунски. Синът му Давид Бабунски също е футболист.